# Гаага
Гаа́га або Гаа́ґа (нід. Den Haag / 's-Gravenhage, МФА: [dɛnˈɦaːx] / [ˈsxraːvəˌɦaːɣə]) — місто на заході Нідерландів, біля Північного моря, резиденція нідерландського уряду і парламенту, столиця провінції Південна Голландія та осідок нідерландського короля. У Гаазі розташовані відомі міжнародні судові установи: Міжнародний суд ООН і Міжнародний кримінальний суд.
Хоча місто має кілька назв (із відмінною вимовою в різних мовах), офіційна форма — 's-Gravenhage, однак у щоденному вжитку переважає короткий варіант Den Haag.

## Історія
Під назвою Die Haghe село вперше було згадано в документах 1242 року, зі значенням «територія графського полювання»; дійсно, графи Голландські мали павільйон для полювання у лісах, що простягались довкола міста. Цю першу споруду у 1248 році перебудував на замок Вільгельм II Голландський, граф Голландії та король Німеччини, що, бувши обраним у 1247 р. на цісаря Священної Римської імперії германської нації, зажадав збудувати резиденцію, що була б гідна його високого титулу. Замок був розширений за його сина — Флориса V, водночас з резиденцією розширилась і територія поселення. В XIV столітті Альберт Баварський, правитель Голландії, переводить сюди свій двір; відтоді замок стає офіційною резиденцією статгаудера і тут зосереджуються функції уряду.
У 1586 році тут збирались Генеральні штати Нідерландських провінцій, що повстали проти іспанських загарбників. Але, як не дивно, незважаючи на важливі події, що тут відбувалися, Гаага дістала статус міста тільки за Луї Бонапарта (якого посадив на голландський престол його брат Наполеон I). Коли в Нідерландах до влади повернулись Оранські, місто набуло дипломатичного статусу та стало місцем скликання конференцій 1899, 1907, 1929 та 1930 років.

## Адміністративний поділ
Гаага поділяється на 8 міських районів:
- Сентрум (106 456)
- Ескамп (128 094)
- Гаагсе Гаут (47 067)
- Лаак (45 895)
- Лейдсхенвен-Іпенбурґ (48 533)
- Лосдейнен (49 647)
- Схевенінґен (58 227)
- Сехбрук (62 416)

## Національні та міжнародні інституції

Міжнародний суд

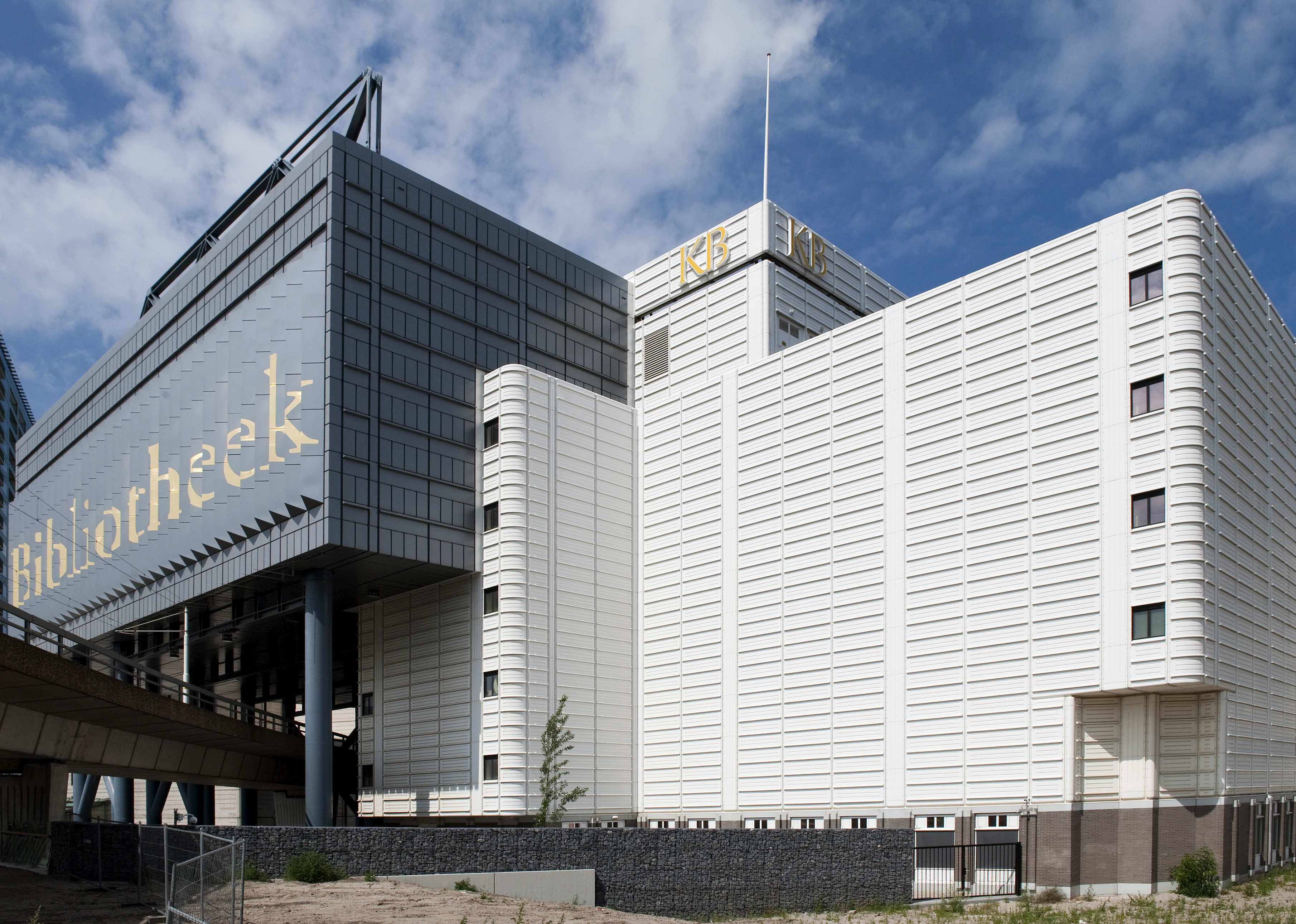
Королівська бібліотека Нідерландів

У Гаазі розташовано багато національних і міжнародних (150) інституцій, зокрема:
- Резиденція короля Нідерландів,
- Королівська бібліотека Нідерландів,
- Королівська академія мистецтв,
- Гаазький університет прикладних наук,
- Hoge Raad (Нідерландський Верховний суд),
- Міжнародний суд,
- Міжнародний кримінальний суд (включно з Міжнародним кримінальним трибуналом щодо колишньої Югославії і слідчим ізолятором, підпорядкованим Організації Об'єднаних Націй)
- Постійна палата третейського суду,
- Європол,
- Організація із заборони хімічної зброї,
- Організація непредставлених націй та народів,
- Europa Nostra,
- Гаазька академія міжнародного права,
- Міжнародний університет готельного менеджменту.

## Демографія
Кількість жителів міста (дані на 1 січня відповідного року)
| - 1969—563.600 - 1974—494.700 - 1979—458.200 - 1980—456.886 - 1984—445.213 - 1985—443.456 - 1986—443.961 | - 1990—441.506 - 1993—444.661 - 1999—440.743 - 2000—441.094 - 2003—463.841 - 2010—489.271 - 2015—515.880 |

## Музеї та визначні пам'ятки
У Гаазі багато музеїв. Деякі з них:

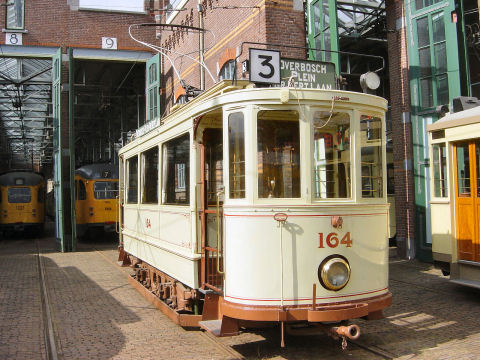
Гаазький музей громадського транспорту: Трамвай № 164 1908 року випуску

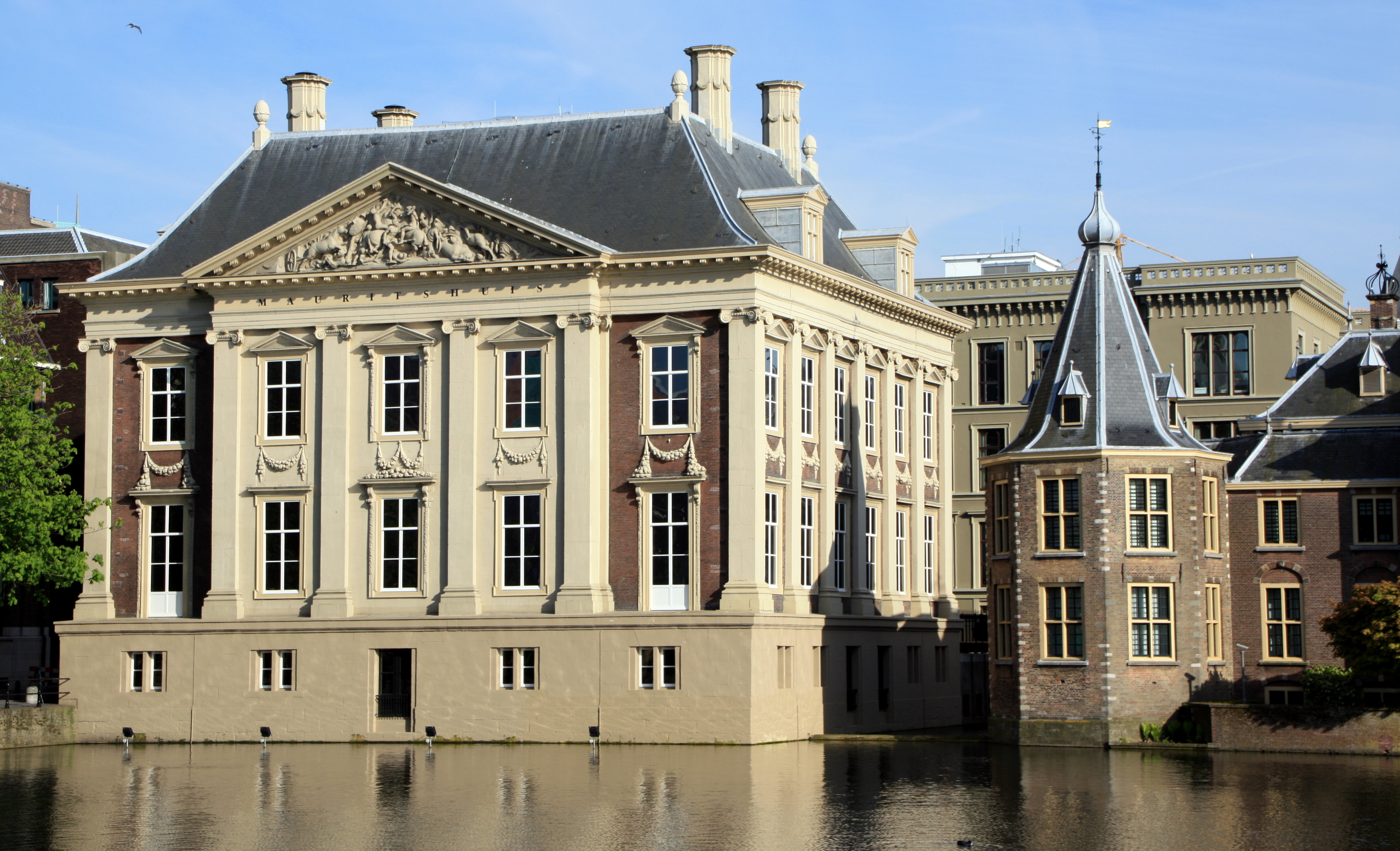
Мауріцгейс

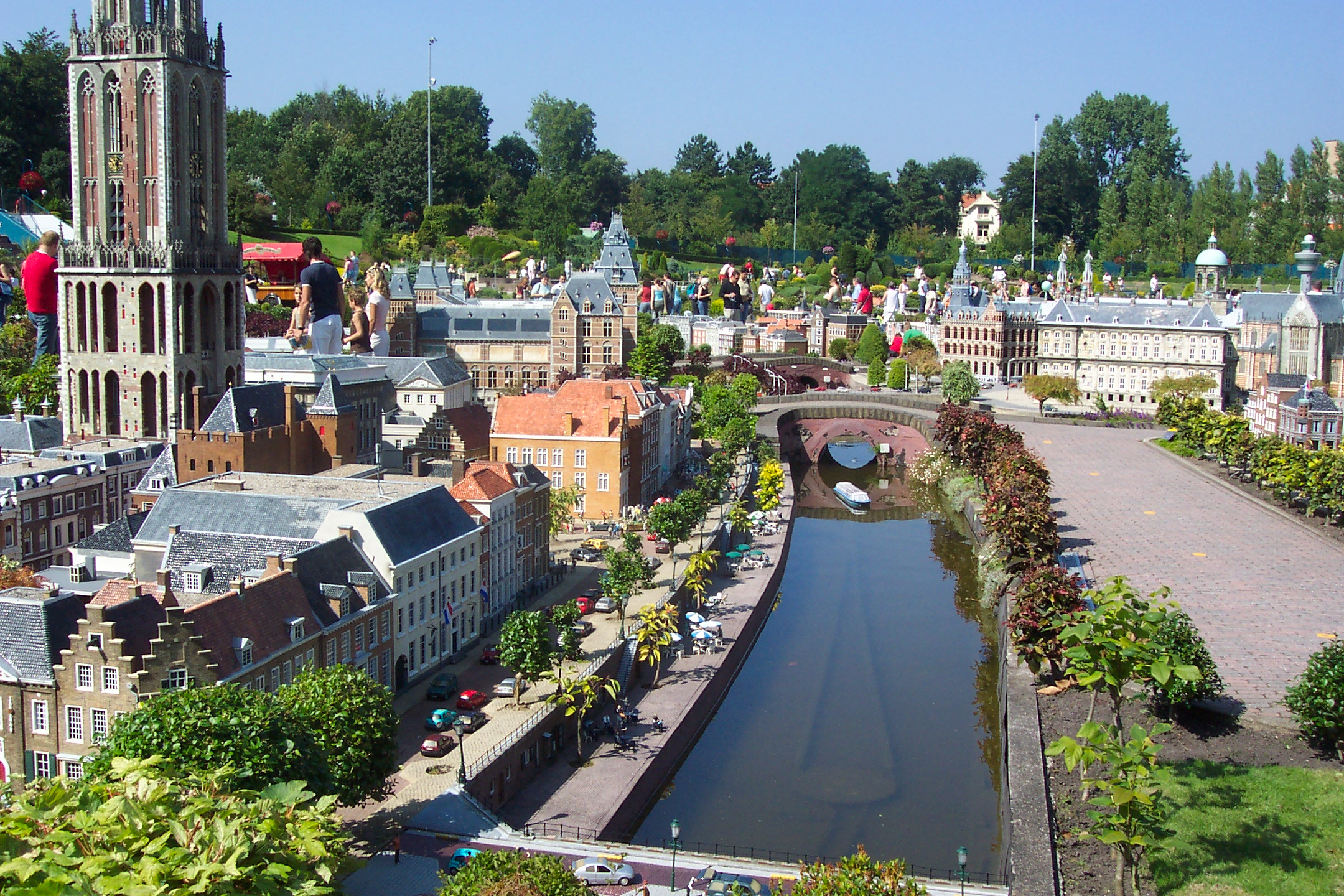
Мадюродам

- Музей Атлантичного валу (німецьких оборонних споруд Другої світової війни)
- Скульптури біля моря
- COMM (колишній Музей комунікацій)
- Музей Ешера
- Мадюродам («Голландія в мініатюрі»)
- Сімейний парк Drievliet
- Гаазька фотогалерея
- Галерея принца Віллема V
- Гаазький муніципальний музей
- Тюремні ворота
- Гаазький автобусний музей
- Гаазький історичний музей
- Гаазький музей громадського транспорту
- Музей дитячих книжок
- Музей району Лоусдуйнен (Loosduins Museum)
- Музей Лувмана (музей автомобілів, автобусів та мотоциклів)
- Мауріцгейс
- Колекція Месдаха і Панорама Месдаха
- Музеон (музей культури та науки)
- Музей Бредіуса
- Музей Мерманно (найстаріший книжковий музей у світі)
- Музей історії музики
- Голландський літературний музей
- Міжнародний музей преси

## Музика

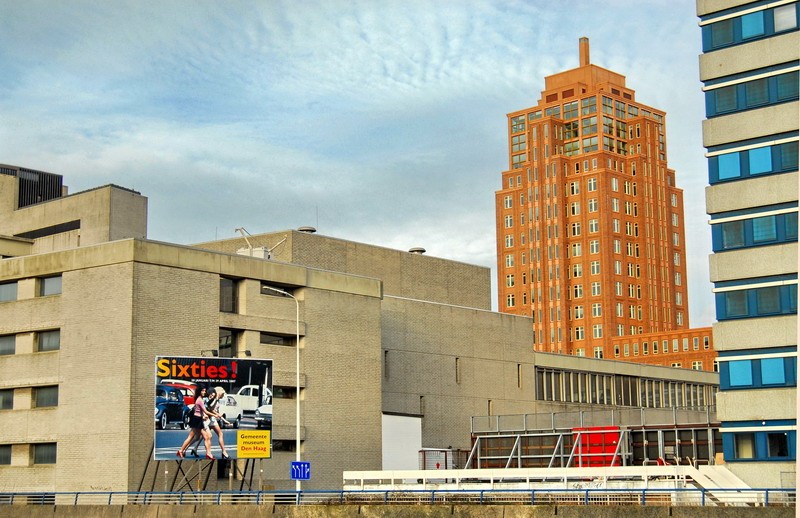
Гаазька консерваторія

До 17 століття у музичному житті Гааги велике місце займала гра на органі під час церковних служб, у яких іноді брали участь співаки-солісти і міські музиканти — так звані стадпейпери (що відали і навчанням музиці), а також гра на карійоні. Музичне життя пожвавлюється у 17 столітті. У другій половині століття влаштовуються вистави французької оперної трупи, даються публічні концерти, одні з перших в Європі. Організатором їх був гамбіст К. Хакуарт, який написав першу голландську оперу «Тріумфуюче кохання» (постановка у Гаазі у 1673 році). Крім досить поширеного домашнього музикування, у місті існували так звані музичні колегії.
У 18 столітті вони переростають у концертні товариства. Публічні концерти стають загальнодоступними і платними. Створюються капела під керівництвом німецького диригента А. Гронемана (з 1732 року виступає у «Воксголлі») і капела штатгальтера під управлінням німецького диригента К. Е. Графа, виступає оркестр під управлінням французького диригента Ж. М. Леклера (з 1762 року), влаштовуються сольні концерти юного В. А. Моцарта (1765), голландського скрипаля П. Хеллендала та інших віртуозів. Крім французького театру опери і балету (1682—1919), у Гаазі гастролюють також італійські (1760—61), німецькі (1774), фламандські, голландські, євр. та інші оперні трупи. У другій половині 18 століття Гаага перетворюється у великий центр нотодрукування (музичні видавці Б. Хуммел, Р. ван Лак, Л. Стехвей, І. Спангенберг та інші).
У 1815 році було засновано музичне товариство «Хармоніка», перетворене у 1821 році у товариство «Дилігенція», концерти якого займали центральне місце у музичному житті міста. Диригували ними німецькі диригенти С. Ганц (1819—1821), І. Любек (1826—1860), потім голландці — композитори Й. Ферхюлст (до 1886 року), Ріхард Хол (до 1898 року), диригент Віллем Менгельберг (до 1906 року). Концерти товариства «Майбутнє» (засноване у 1855 році на пожертвування співачки Єнні Лінд) вів німецький диригент В. Ніколаї. Значними подіями музичного життя Гааги були дводенні фестивалі (1834, 1842 і 1888), організовані «Товариством заохочення музики» (заснованого в Амстердамі). У 1826 році відкрилася перша голландська королівська музична школа (з 1908 — консерваторія). У 1875 році засновано Нідерландське об'єднання композиторів. Наприкінці 19 — початку 20 століття у Гаазі часто виступали зарубіжні артисти (у 1874—1918 роках на сцені «Будинку мистецтв і наук»), національний репертуар представляли музичні трупи з Амстердама і Роттердама. Власні оперні трупи у Гаазі існували недовго; успішніше інших працювала «Ко-опера-сі», яка поставила у 1920-х роках містерію «Беатриса» В. Ландре, «Кільце Нібелунгів» Ріхарда Вагнера.
Після Другої світової війни у Гаазі постійно виступає Нідерландський балет; гастролює Нідерландська опера з Амстердама, влаштовуються вистави Голландського фестивалю. З 1899 року провідний музичний колектив Гааги — оркестр «Резіденсі» (до 1918 року виступав під управлінням його засновника і директора консерваторії Генрі Віотта, потім Петера ван Анроя, Ф. Схюрмана і В. ван Оттерло). З 1905 року оркестр дає концерти у «Будинку мистецтв і наук». З ним виступали диригенти: Артуро Тосканіні, Генрі Вуд, Адріан Боулт, П'єр Монте, Герман Абендрот, Карл Шуріхт, Джордж Селл, Ернест Ансерме, Леонард Бернстайн. Популярністю користуються концерти королівської воєнної капели (заснована у 1829 році) на відкритому повітрі. Твори камерної музики виконують: хор та оркестр общинного музею, об'єднання «Камерна музика» (засноване у 1912 році), струнні квартети — «Музика» (1901—1914), Гаазький (1918—1930) і Рентгена (заснований у 1940 році); сучасних авторів: «Гаазький мистецький клуб» (заснований у 1945 році) і товариство «Нова музика»; хорової музики: змішані хори «Ексцельсіор» (заснований у 1881), «Голос народу» (заснований у 1907) та інші, чоловічі хори «Цецилія» (заснований у 1830), «Гаазькі співаки» (заснований у 1917) та інші. Найбільші концертні зали Гааги — «Хаутрюстхаллен», «Дилігенція», «Пульхрі Студіо», зали Общинного музею, «Будинок мистецтв і наук».

## Спорт
У Гаазі базується футбольний клуб АДО Ден Гаг, домашня арена — стадіон Кейосера. Також у місті базується аматорський футбольний клуб ГВВ, один з найстаріших футбольних клубів країни (заснований 1883 року).

## Відомі люди
- Петер Схілпероорт (1919—1990) — відомий джазовий музикант.
- Адріан де Вріс (1545—1626) — нідерландський скульптор.
- Вільгельм Гондіус (1598—1652) — фламандський картограф, гравер і художник, автор прижиттєвих портретів Богдана Хмельницького.
- Християн Гюйгенс (1629—1695) — нідерландський фізик, механік, математик і астроном.
- Герман Росс (1887—1965) — голландський і американський артдиректор
- Лодевейк Дібен (1890—1959) — співак і конферансьє, що виступав під сценічним псевдонімом — Lou Bandy[11]
- Дік Адвокат (1947) — нідерландський футболіст і тренер.

## Клімат
Гаага знаходиться в зоні помірного океанічного клімату (Cfb за класифікацією кліматів Кеппена). Через розташування на узбережжі в місті більш м'яка зима і прохолодніше літо, ніж у більшості віддалених від моря міст країни.
| Клімат Гаагі                                                                                            | Клімат Гаагі | Клімат Гаагі | Клімат Гаагі | Клімат Гаагі | Клімат Гаагі | Клімат Гаагі | Клімат Гаагі | Клімат Гаагі | Клімат Гаагі | Клімат Гаагі | Клімат Гаагі | Клімат Гаагі | Клімат Гаагі |
| Показник                                                                                                | Січ.         | Лют.         | Бер.         | Квіт.        | Трав.        | Черв.        | Лип.         | Серп.        | Вер.         | Жовт.        | Лист.        | Груд.        | Рік          |
| Абсолютний максимум, °C                                                                                 | 13,8         | 15,9         | 20,8         | 25,9         | 29,7         | 33,5         | 33,1         | 34,6         | 28,7         | 24,5         | 17,5         | 15,4         | 34,6         |
| Середній максимум, °C                                                                                   | 5,9          | 6,3          | 9,3          | 12,8         | 16,7         | 19,0         | 21,3         | 21,5         | 18,4         | 14,5         | 9,9          | 6,6          | 13,5         |
| Середня температура, °C                                                                                 | 3,6          | 3,6          | 6,1          | 8,7          | 12,5         | 15,1         | 17,4         | 17,5         | 14,8         | 11,3         | 7,4          | 4,3          | 10,2         |
| Середній мінімум, °C                                                                                    | 1,0          | 0,7          | 2,7          | 4,5          | 8,1          | 11,0         | 13,3         | 13,3         | 10,9         | 7,8          | 4,5          | 1,7          | 6,6          |
| Абсолютний мінімум, °C                                                                                  | −16,4        | −14          | −11,1        | −4,4         | −1,5         | 1,7          | 5,4          | 5,5          | 1,2          | −4,4         | −7,1         | −10,6        | −16,4        |
| Середня кількість сонячних годин на місяць                                                              | 65,5         | 89,6         | 133,7        | 190,5        | 229,0        | 216,1        | 227,4        | 207,1        | 145,5        | 110,3        | 61,1         | 49,2         | 1726,1       |
| Норма опадів, мм                                                                                        | 68.4         | 51.2         | 59.8         | 42.9         | 54.7         | 61.6         | 72.7         | 84.0         | 89.2         | 89.9         | 90.4         | 76.4         | 841.2        |
| Днів з опадами                                                                                          | 12           | 10           | 11           | 9            | 9            | 9            | 10           | 10           | 12           | 13           | 14           | 13           | 132          |
| Днів зі снігом                                                                                          | 5            | 5            | 3            | 1            | 0            | 0            | 0            | 0            | 0            | 0            | 2            | 4            | 20           |
| Вологість повітря, %                                                                                    | 86           | 84           | 83           | 79           | 78           | 79           | 80           | 80           | 83           | 84           | 87           | 87           | 83           |
| --- | ------------ | ------------ | ------------ | ------------ | ------------ | ------------ | ------------ | ------------ | ------------ | ------------ | ------------ | ------------ | ------------ |
| Джерело: Royal Netherlands Meteorological Institute (1981–2010 normal, snowy days normal for 1971–2000) |              |              |              |              |              |              |              |              |              |              |              |              |              |

## Галерея

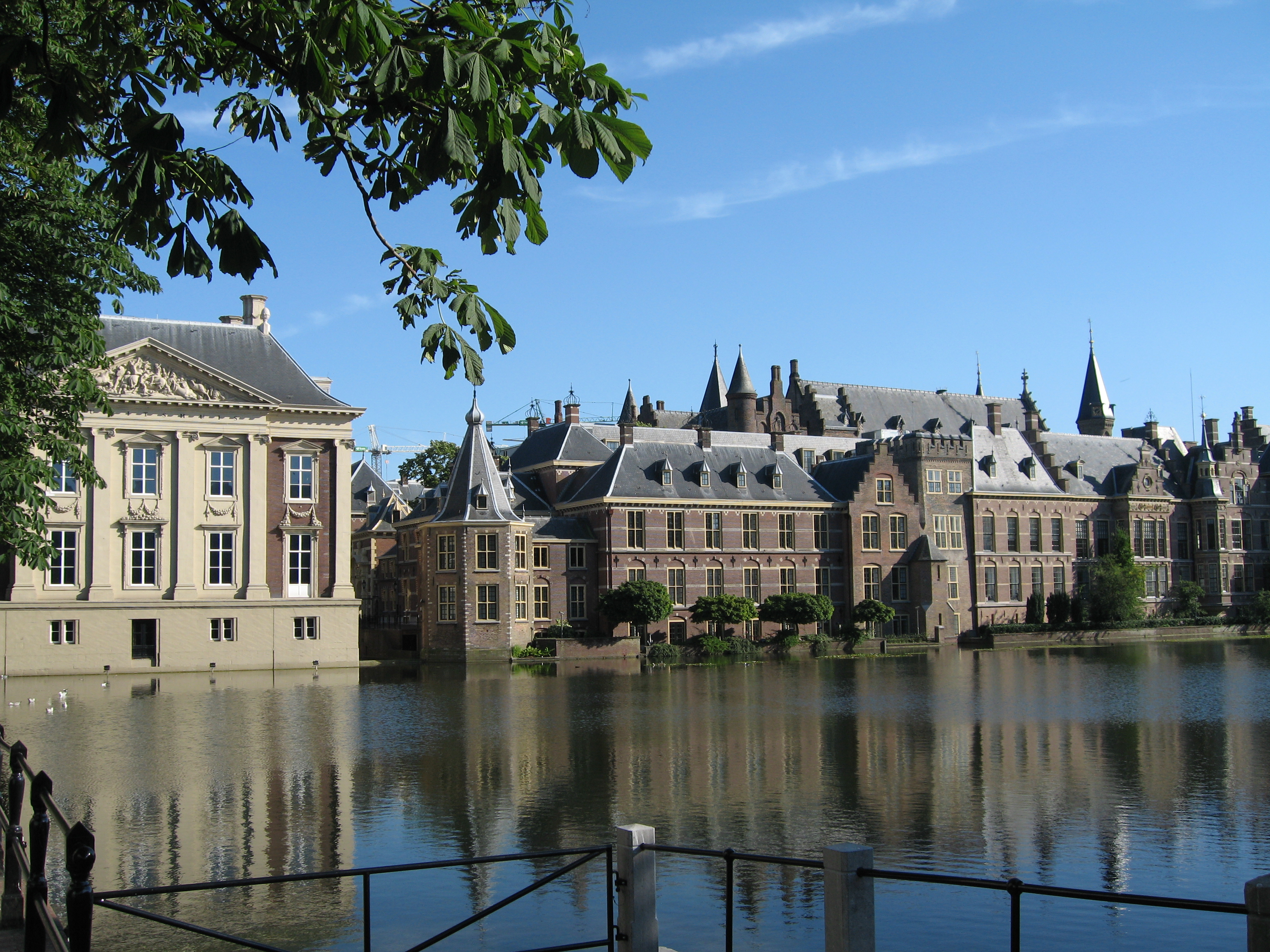
Комплекс будівель Бінненгоф у центрі Гааги
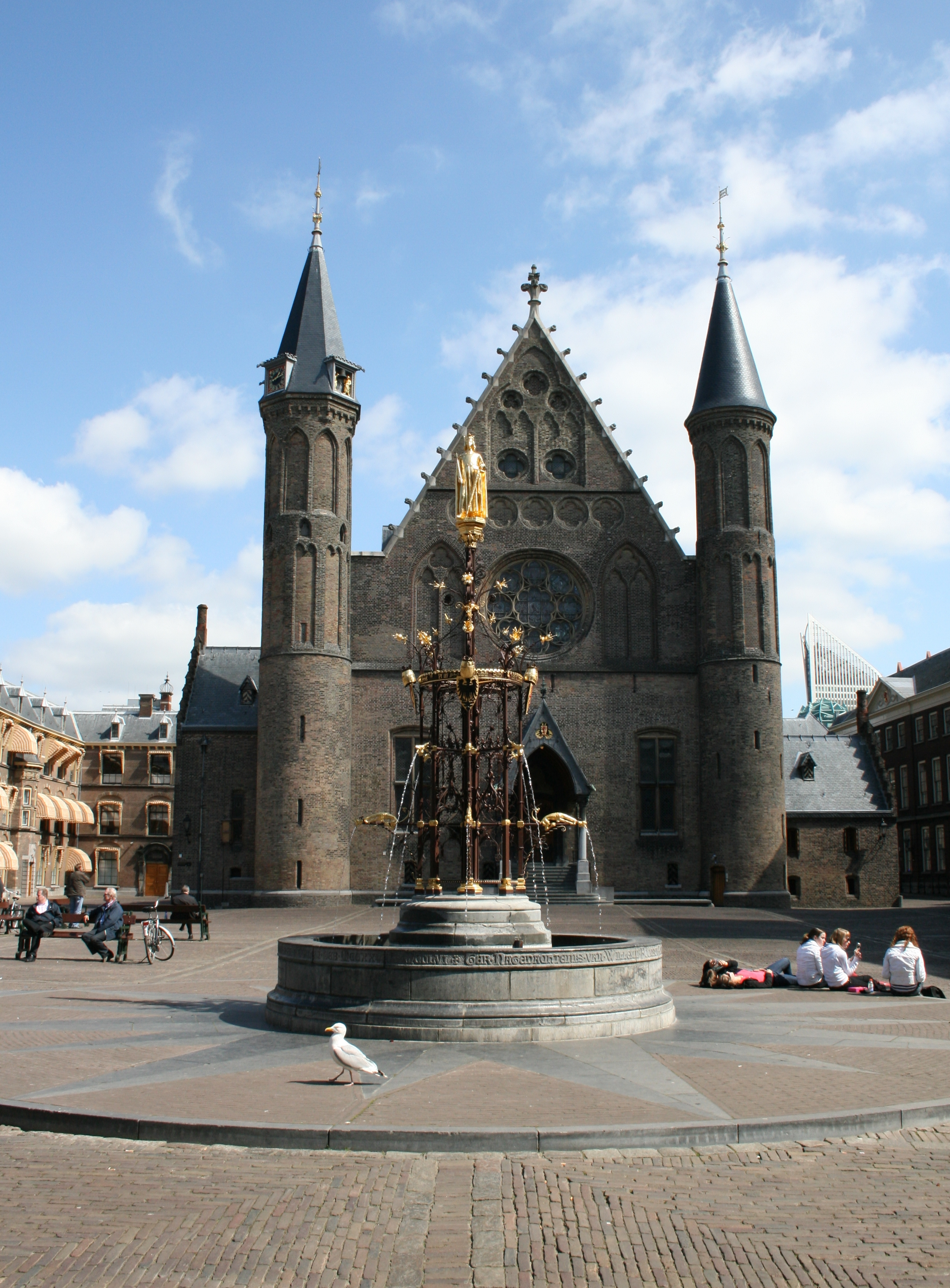
Ріддерзал
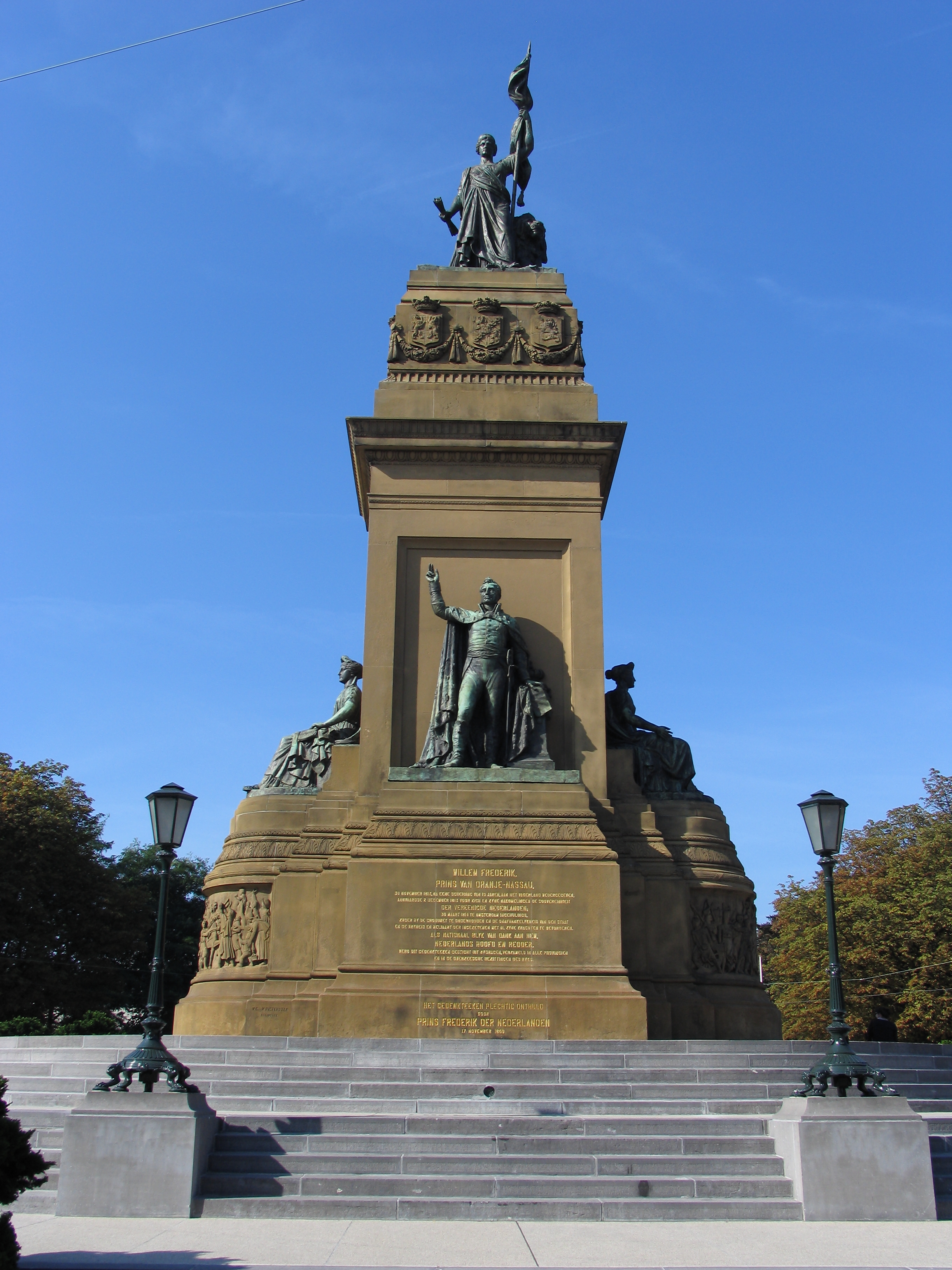
Пам'ятник на честь перемоги над Наполеоном та заснування Королівства Нідерландів
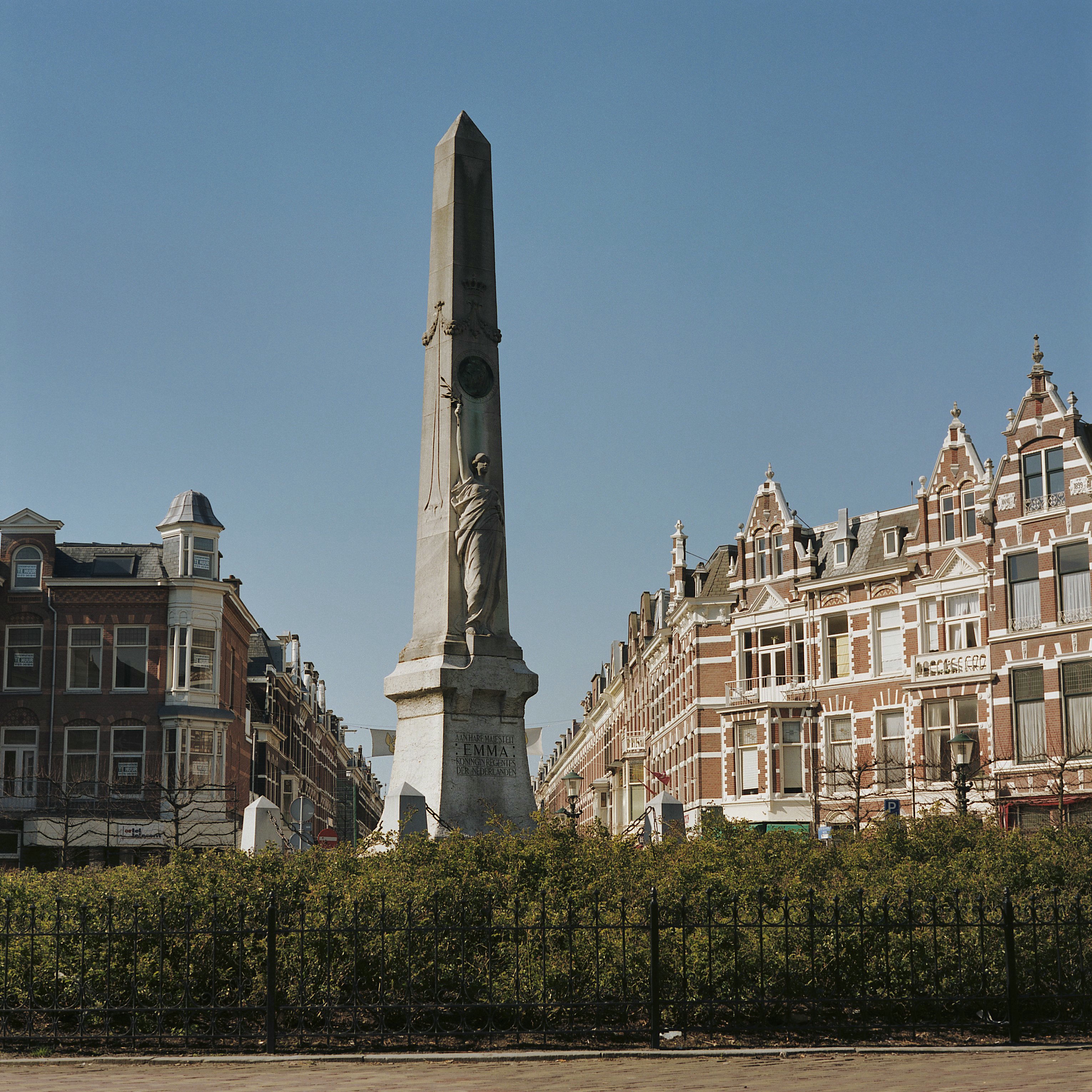
Меморіал королеви Емми
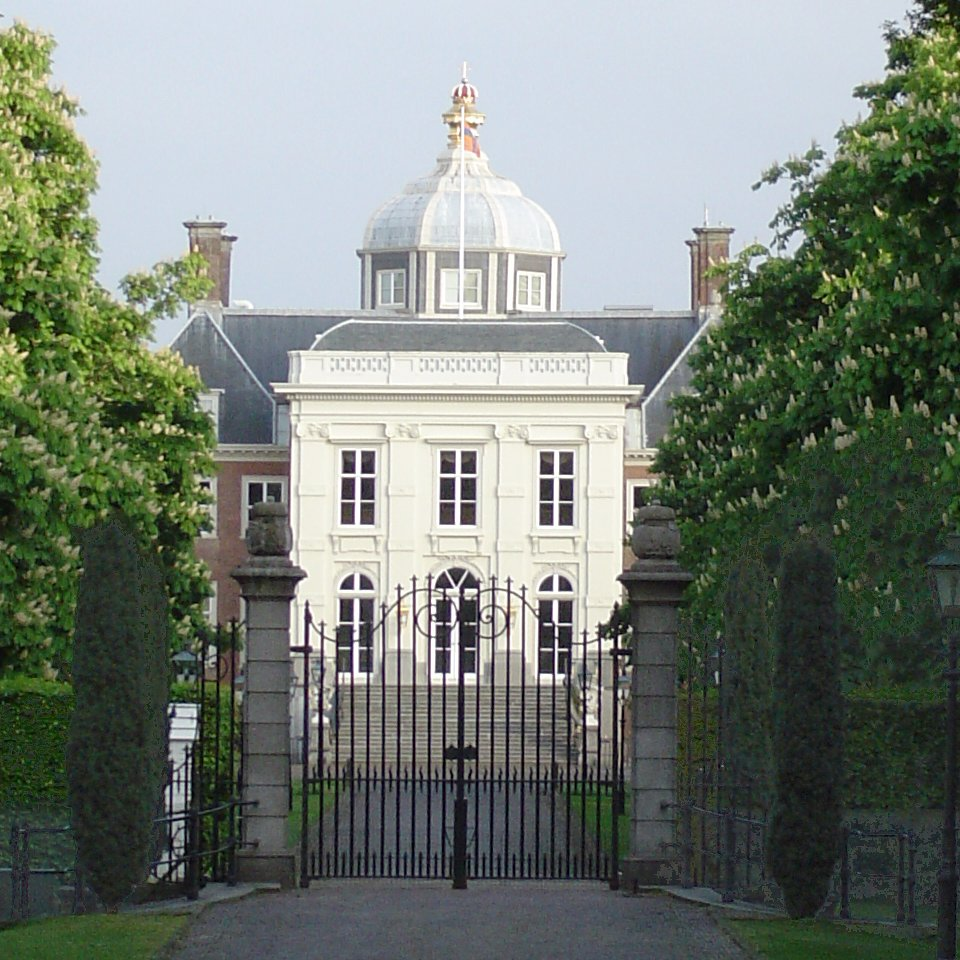
Гейс-тен-Бос, одна з резиденцій королів Нідерландів
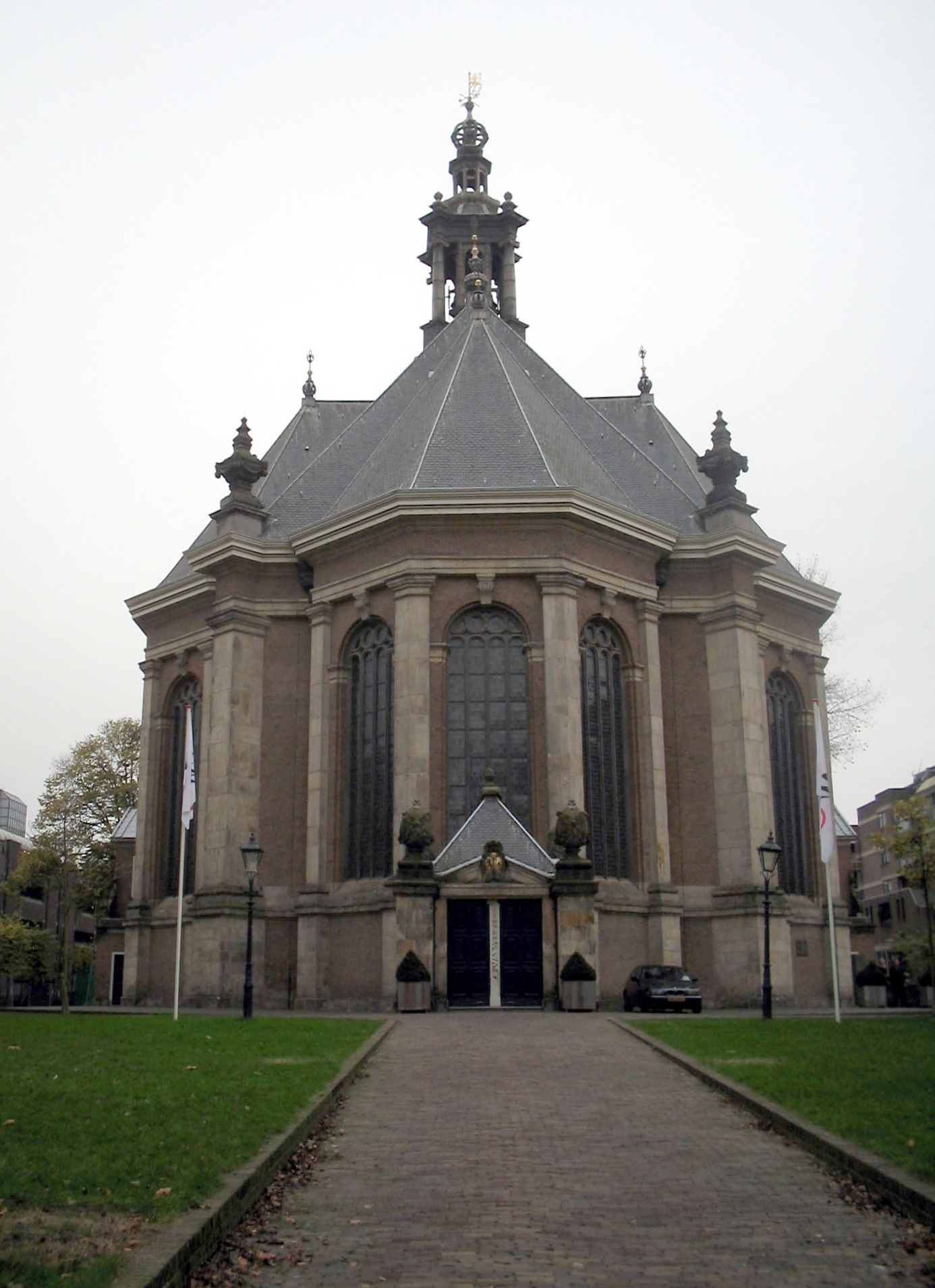
Нова церква
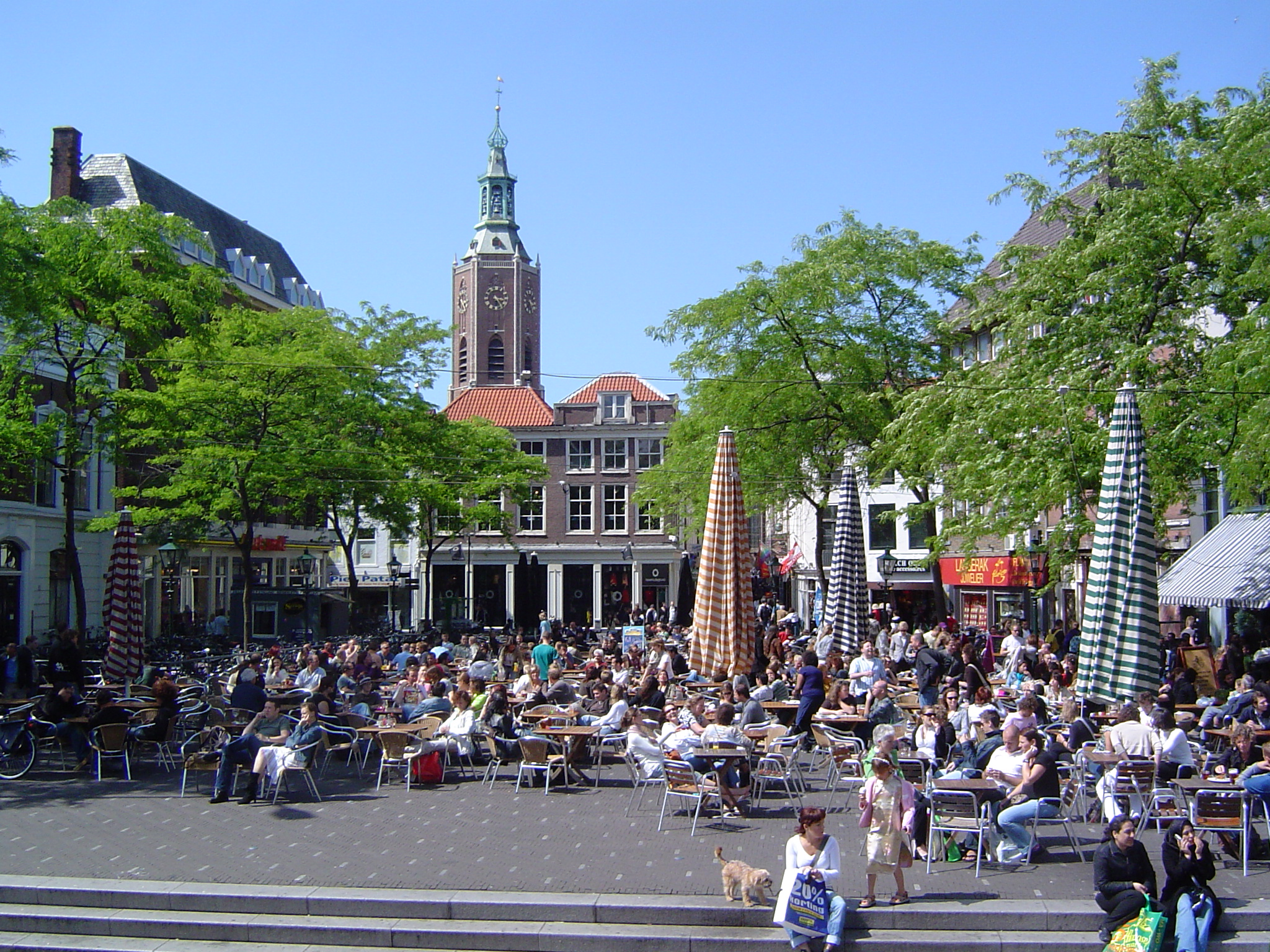
Площа Ґроте-маркт
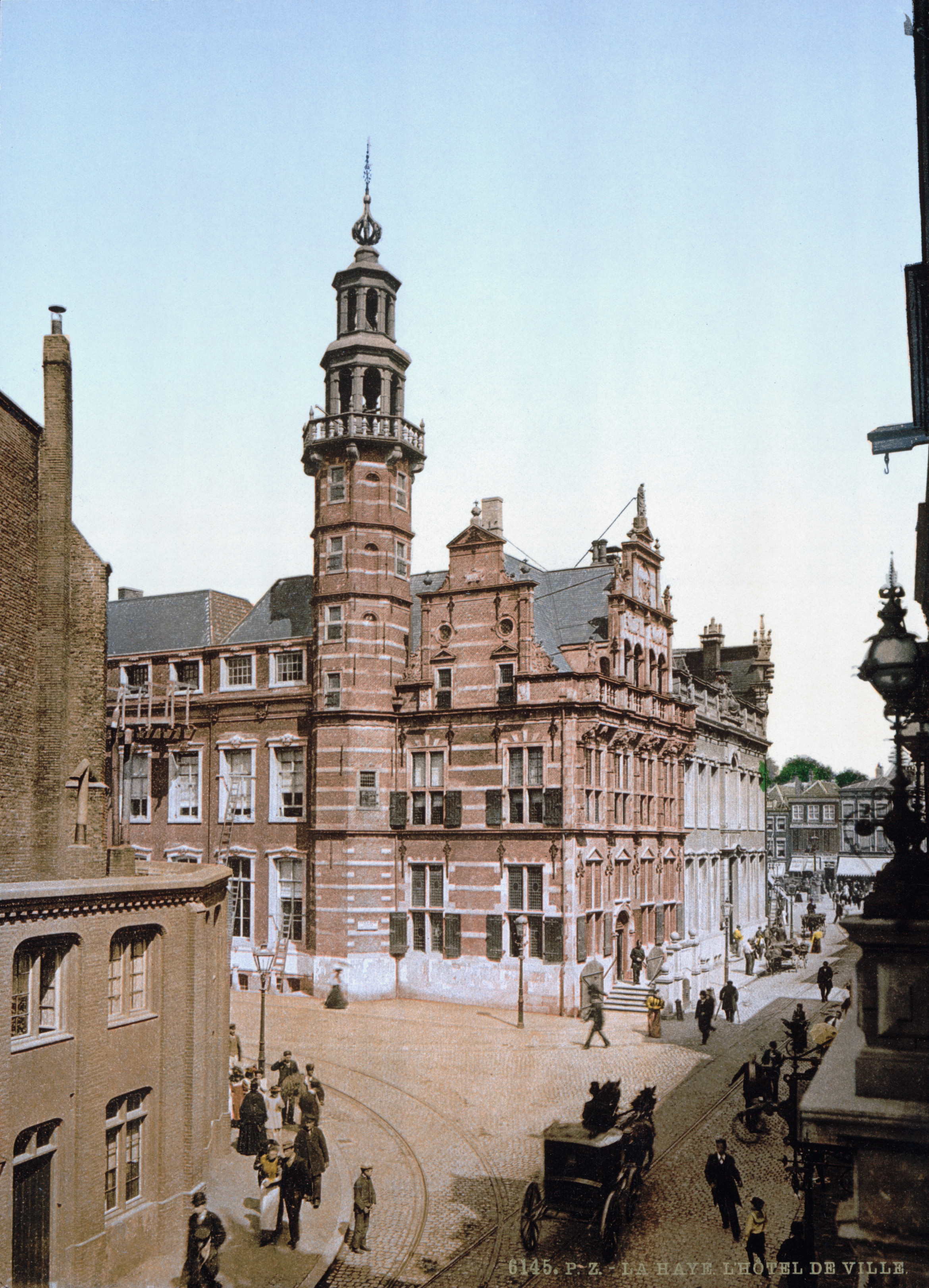
Стара ратуша